# Rhesala albipars
Rhesala albipars är en fjärilsart som beskrevs av George Francis Hampson 1926. Rhesala albipars ingår i släktet Rhesala och familjen nattflyn. Inga underarter finns listade.